# Kim Yu-song
Kim Yu-song (김유성?; 24 gennaio 1995) è un calciatore nordcoreano, attaccante dell'April 25.